# Henri Baudrillart

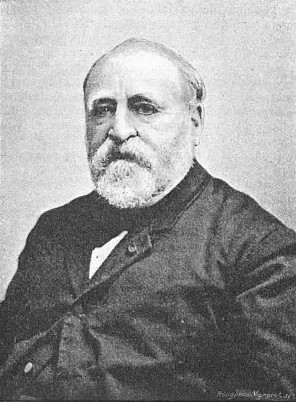
Henri Baudrillart

Henri Joseph Léon Baudrillart (* 28. November 1821 in Paris; † 24. Januar 1892 ebenda) war ein französischer Nationalökonom und Journalist. Er war Inhaber des Lehrstuhls für Wirtschaftsgeschichte am Collège de France, Generalinspektor der Bibliothek, Professor der politischen Ökonomie an der École nationale des ponts et chaussées sowie Mitglied der Académie des sciences morales et politiques.

## Leben
Baudrillart war ein Sohn des forstwirtschaftlichen Schriftstellers Jacques Joseph Baudrillart (1774–1832), der viele Jahre im Dienst der französischen Regierung stand und zuletzt Leiter der für die staatlichen Forsten zuständigen Abteilung des Landwirtschaftsministeriums war. Seine Mutter war Théodore Lepainteure de Marchère (* um 1791). Er studierte am Collège Bourbon und wurde dort 1841 für seine Veröffentlichung Discours sur Voltaire mit dem Ehrenpreis für Philosophie ausgezeichnet.
Nach seinem Studium arbeitete Baudrillart als Journalist; meistenteils schon für Zeitschriften wie Revue des Deux Mondes, Journal des débats und weitere. 1845 wurde er auf den Lehrstuhl für Staatsökonomie am Collège de France berufen. In diesem Jahr wurde auch sein Werk über Jean Bodin und seine Zeit von der Académie française mit dem Prix Monthyon prämiert. Im darauffolgenden Jahr gründete er zusammen mit Jules Barni und Jules Simon die Société démocratique des libres penseurs.
1855 übernahm Baudrillart die Leitung der Redaktion des Journal des économistes und gab dieses Amt erst 1864 wieder auf. Später, zwischen 1868 und 1869 leitete er auch die Zeitschrift Le Constitutionnel.
1863 wurde Baudrillart Mitglied der Académie des sciences morales et politiques, wurde 1870 er zum Generalinspektor der öffentlichen Bibliotheken ernannt und 1881 folgte er J. Garnier als Professor für Nationalökonomie an der École des Ponts et Chaussées nach.

## Familie
Am 21. Juli 1856 heiratete er Marie Antoinette Félicité (geborene Silvestre de Sacy, * 28. August 1836), die Tochter von Samuel Ustazade Silvestre de Sacy (1801–1879) und dessen Ehefrau  Marguerite Geneviève (geborene Trouvé, 1809–1888).
- Paul Baudrillart (1857–1858)
- Henri Marie Alfred Baudrillart (* 6. Januar 1859; † 19. Mai 1942), wurde Kardinal.
- André Baudrillart (* 4. April 1862 – 30. November 1949), war Professor am Lycée de Versailles.[3]
- Henriette Baudrillart (1860–1923)[4] ⚭ 4. Mai 1884 mit Albert David-Sauvageot (1856–1899)
- Marthe Baudrillart (1868–1927)

## Ehrungen
- Am 12. August 1860 wurde Baudrillart zum Ritter (Chevalier) der Ehrenlegion ernannt.
- Am 29. Oktober 1889 erfolgte die Ernennung zum Offizier (Officier) der Ehrenlegion.

## Bedeutung
Der Bibliothekar Paul Lippert (1833–1906) schrieb über ihn:

„Das moralphilosophische Element, das Baudrillart in verschiedene seiner nationalökonomischen Schriften hineintrug, kann für die Wissenschaft einen nur geringen, für erzieherische Zwecke, denn er schrieb diese Bücher für seine Zuhörer, einen um so höheren Wert beanspruchen.“

Dabei urteilte er, dass lediglich drei seiner zahlreichen Schriften „höchst verdienstvolle Schöpfungen bleibenden Wertes“ seien. Zu diesen zählte er die Monografie über Jean Bodin, die vier Bände derHistoire du luxe prive et public … sowie die dreiteilige Reihe Les populations agricoles de la France, deren dritte Serie erst nach seinem Tod von seinem Sohn Alfred überarbeitet und herausgegeben wurde.

## Schriften (Auswahl)
- Discours sur Voltaire. A. Labitte, Paris 1844 (babel.hathitrust.org).
- Jean Bodin et son temps. Tableau des théories politiques et des idées économiques et des idées économiques au seizieme siècle, etc. Guillaumin, Paris 1853 (archive.org).
- Manuel d’économie politique. Guillaumin, Paris 1857 (archive.org).
- Études de philosophie morale et d’économie politique. Guillaumin, Paris 1858, Band 1 (archive.org), Band 2 (archive.org).
- Publicistes modernes. Didier, Paris 1862 (archive.org).
- La liberté du travail. 1865.
- Elements d’économie rurale, industrielle et commerciale. 1867.
- Economie politique populaire. 2. Auflage. 1876.
- Histoire du luxe privé et public, depuis l’antiquité jusqu’à nos jours. Hachette, Paris 1878, Band 1: Théorie du luxe. Le luxe primitif. Le luxe dans l’Orient antique et moderne. Le luxe en Grèce. Band 2: Le Luxe romain. Band 3: Le Moyen Age et la Renaissance. Band 4: Le Luxe dans les temps modernes.
- Les populations agricoles de la France. Teil 1: Normandie et Bretagne passé et présent. 1880; Teil 2: Maine, Anjou, Touraine, Poitou, Flandre, Artois, Picardie, Ile-de-France passé et présent. 1888; Teil 3: Les populations du Midi. (Méditerranée, Alpes, Pyrénées, Massif central) Provence, Comité de Nice, Comtat Venaissin, Roussillon, Comté de Foix, Languedoc; passé et présent. Guillaumin & Co., Paris 1893 (postum).